# C'est mon homme
Ne doit pas être confondu avec Mon homme (chanson).
Pour plus de détails, voir Fiche technique et Distribution.
C'est mon homme est un film franco-belge réalisé par Guillaume Bureau, sorti en 2022.
Il s'agit du premier long métrage du réalisateur,.
Il est sélectionné au festival du film francophone d'Angoulême, en août 2022.

## Synopsis
Le jour où la presse révèle le portrait d'un homme amnésique, Julie Delaunay semble convaincue que c'est son mari, disparu en plein champ de bataille Grande guerre, mais elle n'est pas la seule…

## Fiche technique
Sauf indication contraire, les informations mentionnées dans cette section peuvent être confirmées par la base de données cinématographiques Unifrance,  présente dans la section « Liens externes ».
- Titre original : C'est mon homme
- Titre de travail : Un cœur en abîme[1],[5]
- Réalisation : Guillaume Bureau
- Scénario : Guillaume Bureau, en collaboration de Robin Campillo et Pierre Chosson
- Musique : Romain Trouillet
- Décors : Catherine Jarrier-Prieur
- Costumes : Nathalie Raoul
- Photographie : Colin Lévêque
- Montage : Nicolas Desmaison
- Son : Thomas Grimm-Landsberg
- Production : Caroline Bonmarchand
- Coproduction : Jean-Yves Roubin et Cassandre Warnauts
- Production déléguée : Xenia Sulyma
- Sociétés de production : Avenue B Productions ; Frakas Productions et RTBF (coproductions)
- Société de distribution : BAC Films
- Budget : 2,5 millions d'euros[1]
- Pays de production :  France,  Belgique
- Langue originale : français
- Format : couleur — 2,35:1
- Genre : drame historique
- Durée : 87 minutes
- Dates de sortie :
  - France : 27 août 2022 (Festival du film francophone d'Angoulême)[6] ; 5 avril 2023 (sortie nationale)

## Distribution
Sauf indication contraire ou complémentaire, les informations mentionnées dans cette section proviennent du générique de fin de l'œuvre audiovisuelle présentée ici.
- Leïla Bekhti : Julie Delaunay
- Karim Leklou : l'homme
- Louise Bourgoin : Rose-Marie Brunet / Frimousse
- Jean-Charles Clichet : Antoine Delaunay, beau-frère de Julie Delaunay
- Ghislain de Fonclare : Dr Gramont, psychiatre
- Véronique Ruggia Saura : Carlotta, la patronne du cabaret
- Jeanne Cohendy : Alice
- Emmanuelle Schaaf : Gloria
- Guillaume Bouttemy : un patient

## Production

### Développement
En mars 2021, on apprend que Caroline Bonmarchand, productrice d'Avenue B Productions, produit, cette année, un des films intitulé Un Coeur en abîme, premier long métrage de Guillaume Bureau qui a travaillé quatre ans durant sur ce projet. Ceci est soutenu par l’aide à l’écriture de la Région Bourgogne-Franche-Comté et l’aide à l’écriture du CNC. L'histoire du film provient d'un fait divers qui a profondément touché Guillaume Bureau. Dans un autre entretien dans le dossier de presse, le réalisateur précise deux faits divers ayant lieu dans les années 1920, dont l’amnésique de Collegno en Italie et le soldat inconnu vivant en France.
Le réalisateur ne cache pas qu'« il a fallu du temps aussi pour le financer », bien que le budget est de 2,5 millions d'euros, même si la Région des Pays de la Loire, avec CNC, a bénéficie de l'aide d'un montant de 150 000 euros à la production,. En juillet, à Angers et ses alentours, la production recherche des figurants pour incarner des personnages des Années folles. En octobre, on remarque que le titre change en C'est mon homme.

### Attribution des rôles
|  |

Début juillet 2021, lors de la recherche des figurants, on révèle les noms des acteurs Mélanie Thierry, Louise Bourgoin et Karim Leklou qui seront prêts pour le tournage à partir du 30 août prochain à La Flèche (Sarthe). En fin juillet, on précise les « acteurs confirmés à l’image de Louise Bourgoin, Karim Leklou et Leïla Bekhti »,. En mi-août, le réalisateur invite son ami Christian Paul, ancien député de la Nièvre devenu maire de Lormes, à interpréter le maire du village,.

### Tournage
Le tournage commence le 4 août 2021, dans la Bourgogne-Franche-Comté pour l'abbaye de Moutiers Saint-Jean à Moutiers-Saint-Jean et le pont Joly de Semur-en-Auxois, (Côte-d'Or), ainsi que le collégiale Saint-Lazare et une maison bourgeoise de la rue Bocquillot, à Avallon (Yonne), qui sert la demeure de Julien et Julie Delaunay, puis à Clamecy (Nièvre),. Le 20 août, l'équipe du tournage quitte la région pour les Pays de la Loire. Le 23 août, elle tourne à la Flèche, pour le théâtre de la Halle-au-Blé — dont circulation et stationnement y sont perturbés jusqu'au 3 septembre en raison de la transformation des décors en époque des Années folles, à Malicorne-sur-Sarthe pour le château et la Faïencerie d'Art de Malicorne qui « a dû être en parti déménagé » pour un décor important d'un studio photographique dans lequel travaillent Julien et Julie Delaunay. Il a également lieu à Mesquer (Loire-Atlantique) pour la jetée de Merquel et discrètement à Durtal pour le château de Chambiers. Le tournage s'achève le 15 septembre.

### Musique
Le réalisateur Guillaume Bureau souhaite une musique de film « aux tonalités lyriques assumées », « qu’on se remémore en sortant de la salle, comme un refrain ». Pour la composer, Romain Trouillet perçoit du CNC une aide d'un montant de 6 000 euros.
Louise Bourgoin interprète trois chansons à la demande du réalisateur : Fascination, un classique de la Belle Époque ; L’amour est un jeu, un titre de Marie Dubas de 1927 ; et Je sens bien que je vous plais, un morceau écrit par Renan Luce et mis en musique par Romain Trouillet « dans l’esprit de l’opérette, teinté de quelques harmonies plus riches et novatrices pour l’époque ».
La bande originale sort le 5 avril 2023 par le label Milan.
Liste de pistes
1. La force de croire (01:26)
2. La photo (00:49)
3. Le retour de Julien (02:11)
4. La quête des souvenirs (02:14)
5. Un rêve (02:45)
6. L'amour viendra (00:28)
7. L'autre femme (01:03)
8. La jeune fille et la mort (01:21)
9. Le télégramme (01:05)
10. Fuir (00:34)
11. Frimousse (01:02)
12. La trahison (01:04)
13. L'amour fou (01:58)
14. Fascination (01:05)
15. Les filles de l'Apollo (02:06)
16. Charleston (02:49)
17. Je sens bien que je vous plais (02:16)
18. L'amour vache (01:44)
19. C'est mon homme (02:12)
20. Envers et contre tous (01:12)
21. L'amour est un jeu (01:03)
22. Une nouvelle vie (01:06)
23. Réminiscence (00:45)
24. Valse en la mineur (01:22)
25. La loi du désir (01:46)
26. C'est moi (01:10)

## Accueil

### Festival et sortie
Début juillet 2021, le film est sélectionné dans la catégorie des « Premiers rendez-vous » au festival du film francophone d'Angoulême. Il est également projeté le 9 novembre 2022 au Arras Film Festival, dans la catégorie des « Avants-premières ».
Il devait sortir le 18 janvier 2023 dans les salles obscures. Il reporte au 22 mars, puis repousse à nouveau au 5 avril de la même année.

### Critiques
Le Parisien souligne que, « dans le long métrage, la justice tranche. Pourtant, la force du récit, porté par un trio d’acteurs magnifiques (Karim Leklou, Leïla Bekhti et Louise Bourgoin), est qu’il ne ferme aucune autre piste. »
Barbara Théate du Journal du dimanche ne semble pas réjouie : « Si cette histoire aborde avec sensibilité la difficulté de faire son deuil, le réveil des sentiments entre les anciens amants se révèle un peu poussif et la guerre de tranchées entre Leïla Bekhti et Louise Bourgoin pas franchement passionnante. ».